# Бифазен и полифазен сън
Бифазен сън (или дифазен сън) е практиката на сън в продължение на два периода за 24 часа, докато полифазният сън се отнася до практиката на сън няколко пъти в денонощието, обикновено повече от два. И двата са в контраст с монофазния сън, който е един период сън за 24 часа. Циркадният ритъм е пример за полифазен сън при хората. Полифазният сън е често срещан при много животни и се смята за наследствено състояние за бозайниците, макар че маймуните са монофазни.
Терминът полифазен сън се използва от онлайн общества, които експериментират с алтернативни сънни графици, за да постигнат повече будно време. Някои изследователи като Пьотр Вожняк обаче предупреждават, че подобни форми на лишаване от сън са нездравословни. Докато мнозина твърдят, че полифазният сън е широко използван от някои полимати и видни личности като Леонардо да Винчи, Наполеон и Никола Тесла, има много малко надеждни източници, подкрепящи този възглед.